# Sclerophrys taiensis
Sclerophrys taiensis és una espècie de gripau de Costa d'Ivori, Sierra Leone i probablement a Liberia. Hi va ser descobert al parc nacional de Taï i descrit com Bufo taiensis el 2000 pels zoòlegs alemanys Mark-Oliver Rödel i Raffael Ernst.
El gènere va ser rebatejat Amietophrynus per Frost et allii el 2006 i finalment reclassificat dins del gènere dels Sclerophrys el 2016 per Ohler & Dubois. L'epít taiensis fa al·lusió al Parc nacional de Taï, on els primers exemplars es van trobar. Amb aquest nom és vol realçar el valor d'aquest parc, un dels més grans boscs primaris de l'Àfrica occidental.

## Descripció
És un gripau petit d'aspecte gruixut amb parotoides molt prominents. Destaquen les berrugues a les temples, coll i esquena amb una punta còrnia i espinosa. Les berrugues no estan clarament compostes, el costat ventral és negre amb taques blanques.

## Distribució
Se l'ha observat Parc Nacional Taï i al Bosc Gala de sud-oest de la Costat d'Ivori. Es podria estendre cap a l'adjacent Libèria.
Des del 2012 és classificat com a espècie en perill a la Llista Vermella de la UICN. Les principals amenaces són la pèrdua de massa forestal al sud-oest de la Costa d'Ivori deguda a l'extensió de les terres de conreu, la desforestació i la urbanització galopant.